# Val Fraselle
La Val Fraselle appartiene alla Regione Veneto e alla provincia di Verona. La valle ha il suo sbocco in corrispondenza della frazione di Giazza, nel comune di Selva di Progno, nell'alta Val d'Illasi.